# Brazília hercegnője
Lásd még: Brazília hercege
A Brazília hercegnője (portugálul: Princesa do Brasil) egy születés által elnyerhető titulus volt a Portugál Királyságban 1645 és 1815 között, amit a Portugália hercegnője előzött meg, majd a portugál királyi hercegnői titulus követett. A címet a mindenkori portugál király legidősebb leánya viselte abban az esetben, ha nem voltak fiútestvérei. A titulust házasság révén is el lehetett nyerni, akkor Brazília hercegnéje formában használjuk.
A hercegi címet IV. János portugál király hozta létre 1645-ben, legidősebb fia és örököse, Teodóz herceg javára, míg legidősebb leánya a Beira hercegnője titulust kapta. 1645 és 1815 között a Brazília hercege vagy hercegnője címet minden trónörökös megkapta, akik emellett a Bragança hercege vagy hercegnője címet is viselték. 1815-ben, Portugália, Brazília és az Algarvék Egyesült Királyságának létrejöttével a címet eltörölték. Amikor 1822-ben kikiáltották a Brazil Császárságot, az ottani trónörökösök a brazil császári hercegek lettek.

## Brazília hercegnője
Ez a születésük jogán a Brazília hercegnője címet viselők listája
| Portré | Név                      | Uralkodó  | Született          | Trónörökös lett                         | Megszűnt trónörökösnek lenni            | Kapcsolata az uralkodóval |
| ------ | ------------------------ | --------- | ------------------ | --------------------------------------- | --------------------------------------- | ------------------------- |
|        | Izabella Lujza hercegnő  | II. Péter | 1669. január 6.    | 1669. január 6.                         | 1690. október 21. fiútestvére születése | A király leánya           |
|        | Mária Borbála hercegnő   | V. János  | 1711. december 4.  | 1711. december 4.                       | 1712. október 19. fiútestvére születése | A király leánya           |
|        | Mária Franciska hercegnő | I. József | 1734. december 17. | 1750. július 31. apja uralkodóvá válása | 1777. február 24. uralkodóvá válása     | A király leánya           |

## Brazília hercegnéje
Ez a házassága jogán a Brazília hercegnéje címet viselők listája
| Portré | Név                               | Felmenője Uralkodóháza                | Házassága         | Trónörökösné lett                            | Megszűnt trónörökösnének lenni      | Hitvese |
| ------ | --------------------------------- | ------------------------------------- | ----------------- | -------------------------------------------- | ----------------------------------- | ------- |
|        | Mária Anna Viktória hercegné      | V. Fülöp spanyol király (Bourbonok)   | 1729. január 19.  | 1729. január 19.                             | 1750. július 31. királynévá válása  | József  |
|        | Mária Franciska Bendikta hercegné | I. József portugál király (Bragançák) | 1777. február 21. | 1777. február 24. hitvese trónörökös lesz    | 1788. szeptember 11. hitvese halála | József  |
|        | Sarolta Johanna hercegné          | IV. Károly spanyol király (Bourbonok) | 1785. május 8.    | 1788. szeptember 11. hitvese trónörökös lesz | 1815. december 16. cím megszűnése   | János   |